# Massacre na rua Bracka em Varsóvia (1944)

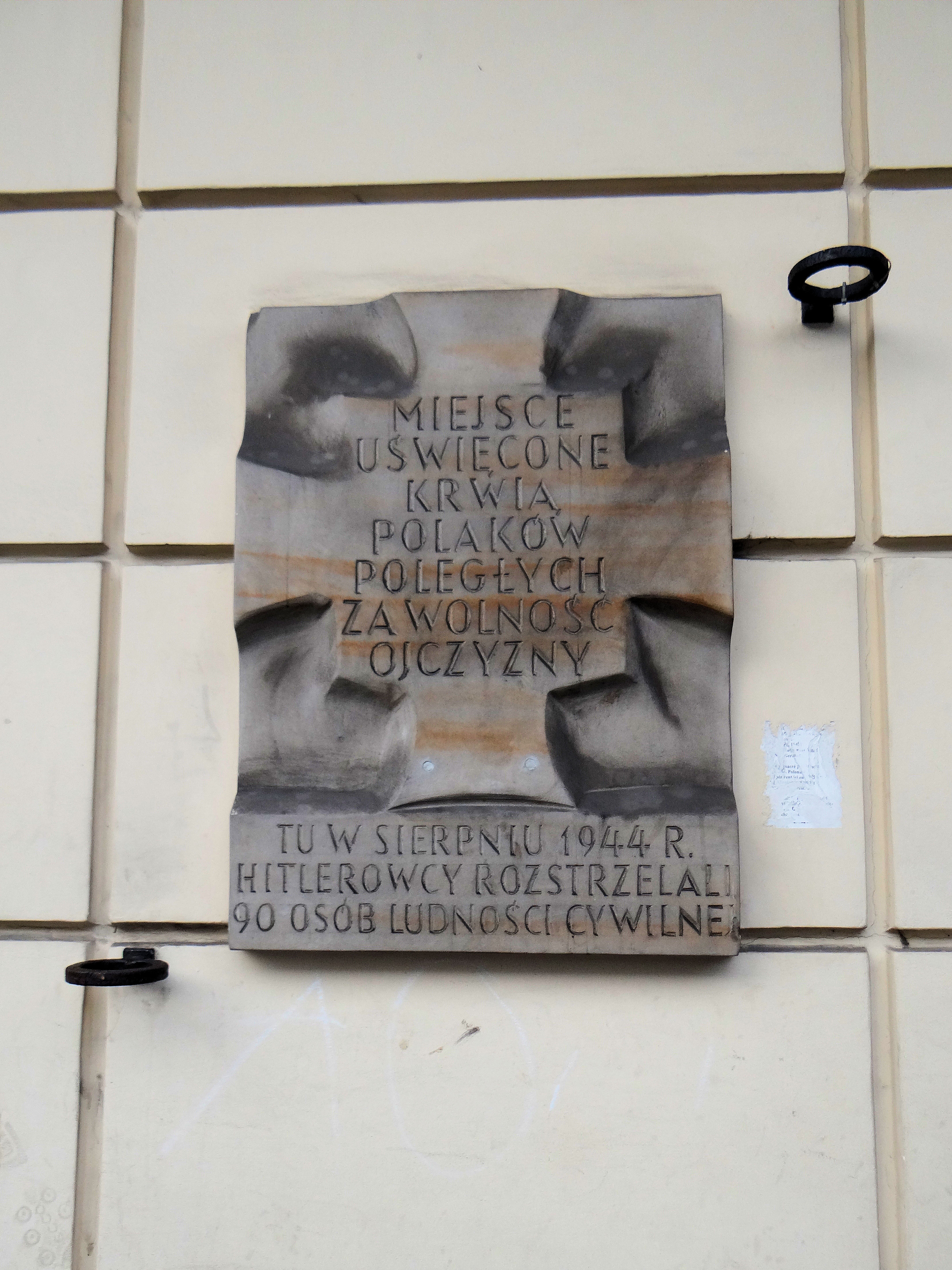
Placa comemorativa dedicada às vítimas da massacre da rua Bracka

Massacre na rua Bracka – conjunto de assassinatos, incêndios premeditados e outras violações do direito militar, crimes cometidos pelos soldados de Wehrmacht alemão durante a tentativa de desbloquear uma parte de Aleje Jerozolimskie ocupado pelos participantes da Revolta de Varsóvia.
Durante o combate, que teve lugar no dia 3-4 de agosto, os soldados do 4.o regimento dos Granadores da Prússia Oriental utilizaram a população civil polaca como “escudos vivos”, cobrindo os ataques de tanques a barricadas dos rebeldes. Assassinaram também os prisioneiros de guerra e os habitantes da rua Bracka e Al. Jerozolimskie. O número de vítimas é de 200 pessoas.

## Ataques alemães em direção a Dworzec Główny
Aleje Jerozolimskie junto com Ponte de Piłsudski foram umas das mais importantes artérias comunicarias em Varsóvia pelas quais os alemães podiam transportar equipamento e suporte para as suas tropas que estavam a lutar contra as tropas do Exército Vermelho na margem direita do rio Vístula. No primeiro dia da Revolta de Varsóvia (1 de agosto de 1944), os soldados do AK atacaram os objetos mais importantes alemães na rua Aleje Jerozolimskie (entre outros: Dworzec Główny, Bank Gospodarstwa Krajowego, Ponte de Piłsudski), mas não conseguiram em nenhum lugar bloquear esta artéria. Só na altura da rua Bracka conseguiram fazer uma ligação fraca com os soldados do AK de Śródmieście Południowe. A situação mudou no dia 3 de agosto. Na manhã daquele dia, os soldados do grupo “Chrobry II” conseguiram conquistar os edifícios de Dworzec Pocztowy na esquina de Aleje Jerozolimskie com a rua Żelazna. Esta mesma tropa conquistou também Dom Turystyczny (à frente de Dworzec Główny) e contactou-se com os soldados do grupo “Gurt” que ocupavam o edifício de Wojskowy Instytut Geograficzny. Às 10h00 os soldados de ambos grupos partiram em direção ao túnel da ferrovia regional, onde conquistaram uma parte do comboio de evacuação alemão, obtendo bastante arma. Desde esse momento Aleje Jerozolimskie junto com a estrada de ferro foram bloqueados pelos rebeldes.
Os alemães não esperavam muito. Por volta do meio-dia do lado da rua Towarowa apareceu uma coluna blindada forte que chegava de Wola em direção à Ponte de Piłsudski. Os tanques alemães, diante dos quais houve centenas dos civis de Wola que foram forçados a ser “escudos vivos”, atacaram com o fogo os defensores de Dworzec Pocztowy e às 13h00 já estiveram na zona da Ponte de Piłsudski. Às 15h00 do lado da Ponte de Piłsudski apareceram dois batalhões do 4.o regimento dos Granadores da Prússia Oriental (que chegaram no dia anterior de Zegrze). A infantaria alemã, acompanhada por uns tanques, estava a atacar ao longo da rua Aleja 3 Maja e Aleje Jerozolimskie, tentando chegar a Dworzec Główny ocupado pelas tropas alemães. Entre a rua Bracka e Nowy Świat os Granadores da Prússia Oriental encontraram a defesa furiosa dos soldados polacos da 3.a companhia do batalhão “Kiliński” e Kolegium C (lado par de Aleje Jerozolimskie) e do batalhão KB “Sokół” e tropa AK “Bełt” (lado impar da rua). Até às 19h00 os alemães conseguiram conquistar uma parte de Aleje Jerozolimskie (entre Nowy Świat e a rua Marszałkowska), mas não conseguiram chegar a Dworzec Główny. Além disso, os soldados do AK mantiveram as casas da rua Aleje Jerozolimskie 17 e 21. Por causa das perdas graves e a defesa furiosa dos rebeldes, os alemães tiveram de parar de atacar e retirar as forças principais do regimento para estacionar mais perto do edifício de Museu Nacional. Deixaram só seguranças nas casas queimadas do número 19 e 25.
No dia 4 de agosto, Aleje Jerozolimskie tornaram-se outra vez uma arena do combate. À manhã, os Granadores da Prússia Oriental continuaram o ataque em direção ao oeste. Depois a coluna forte de veículos e infantaria da 19.a Divisão Blindada alemã (60-80 tanques e canhões de assalto) chegou da zona da Ponte de Piłsudski ao bairro Ochota. Por causa da fuzilaria forte do inimigo, os soldados do AK tiveram de deixar o edifício em chamas de Dworzec Pocztowy. Mas os alemães sofreram grandes perdas (19.a Divisão Blindada perdeu 11 soldados, 40 foram feridos). O inimigo não tentou ocupar permanentemente nem amparar Aleje Jerozolimskie. Os alemães mantiveram só Dworzec Główny (já ocupado por uns dias), o edifício de BGK e Museu Nacional. Deixaram alguns edifícios em ruína – entre Nowy Świat e a rua Marszałkowska. Os soldados do AK mantiveram as posições no edifício de Dworzec Pocztowy e no edifício nr 17. Em resultado, nem os alemães, nem os polacos puderam usar a rua Aleje Jerozolimskie como via de comunicação. Só depois de alguns dias os participantes da Revolta conseguiram preservar a parte de Aleje Jerozolimskie entre Nowy Świat e a rua Marszałkowska que se tornou uma passagem terrestre que ligou Śródmieście Północne com Śródmieście Południowe (10-25 de agosto).

## Massacre de prisioneiros e população civil

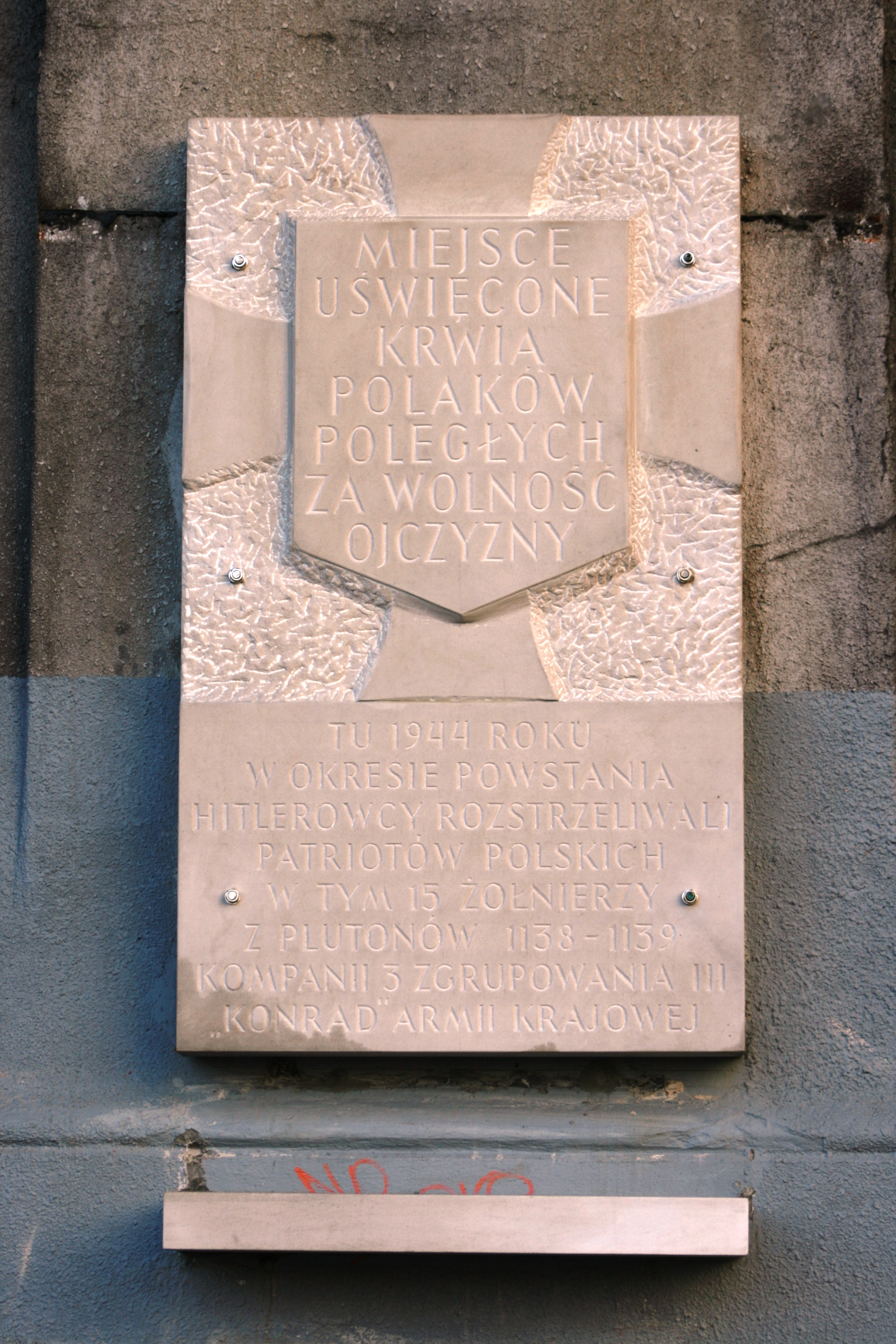
Placa debaixo da Ponte de Piłsudski dedicada aos soldados do AK 1138. e 1139 plutões do AK

Durante a luta, nos dias 3 e 4 de agosto de 1944, os Granadores da Prússia Oriental cometeram vários crimes de guerra. Na zona do combate, a população polaca foi expulsa e presa no edifício do Museu Nacional, os alemães ocuparam e roubaram as casas polacas. À noite do dia 3 de agosto, nos portões do museu houve mais de 4000 civis. À noite do dia seguinte os prisioneiros receberam pouca comida e ajuda médica necessária.
A população polaca, capturada no bairro Praga e na rua Aleje 3 Maja, foi usada pelos soldados alemães como “escudos vivos” que protegeram os tanque alemães que atacaram as barricadas polacas. De acordo com a relação de testemunha, que se encontra na revista da Revolta “Rzeczpospolita Polska” (nr 26 (98) de 16 de agosto de 1944), na manhã de 3 de agosto o oficial do exército blindado alemão escolheu 60 homens da população civil presa no Museu Nacional. Mandou-lhes criar uma coluna (5-6 pessoas em cada fila) que foi forçada a correr diante dos tanques em direção às posições polacas. Perto da barricada polaca, entre as ruas Bracka e Aleje Jerozolimskie, os civis do “escudo vivo” foram fuzilados e massacrados. Os prisioneiros, que tentavam fugir ou proteger-se, foram fuzilados ou atacados com granadas pelos alemães. Morreram 50-60 pessoas. A relação mencionada indica que só cinco homens conseguiram voltar ao museu – três feridos e queimados (um morreu alguns dias depois).
O mesmo aconteceu no dia 4 de agosto. Nesta manhã os alemães saíram do portão do Museu Nacional com cerca de 100 homens – a maioria foram civis, houve uns participantes da Revolta capturados em Powiśle. Todos tiveram de correr, sendo “escudos vivos”. Muitos deles morreram ou foram assassinados pelos alemães. Algumas pessoas conseguiram chegar à zona ocupada pelos polacos. Os prisioneiros serviam também como uma proteção para a 19.a Divisão Blindada que queria chegar ao oeste. Para conseguir isso, foram usados os prisioneiros do Museu Nacional. Durante a primeira fase a maioria morreu, tentado fugir. Os alemães capturaram centenas dos civis das casas da rua Nowogrodzka e Aleje Jerozolimskie. Os presos tiveram de proteger a coluna alemã até as ruas Aleje Jerozolimskie e Chałubińskiego, onde depois foram vigiados por umas horas.
Os participantes da Revolta também foram assassinados. Uma das execuções mais grandes teve lugar em Powiśle onde, depois do ataque da Ponte de Piłsudski sem sucesso, dezenas dos soldados mal armados dos 1138. e 1139. plutões do 3.o Zgrupowanie AK “Konrad” foram presos na casa na rua Al. 3 Maja nr 2. Durante o contra-ataque no dia 3 de agosto de 1944 os tanques alemães destruíram a porta da casa, por isso os habitantes aterrorizados mostraram a bandeira branca. Os soldados do AK conseguiram livrar-se de arma e bandas da Revolta e misturaram-se entre outras pessoas. Depois da conquista da casa, os alemães separaram os homens das mulheres e começaram a seleção. Com a pesquisa dos participantes da Revolta, ajudou-os muito Barbara Sikora – filha de porteiro e, ao mesmo tempo, informadora de Gestapo (disse que na casa havia cerca de 50 soldados do AK). Na seleção participou também volksdeutsch Koenig, que não traiu ninguém e, além disso, salvou algumas pessoas. Ao fim, os alemães escolheram 20 soldados do grupo “Konrad” e uniram-nos debaixo do viaduto (“caracol”). Uma habitante conseguiu corromper os guardas e salvar a vida de Zbysław Przepióra “Zbyszko”. Provavelmente esses 19 homens fossem fuzilados no mesmo dia debaixo do viaduto. O segundo grupo das pessoas consideradas rebeldes foi levado à rua Wioślarska. Os seus testemunhos foram tão coerentes que os alemães resignaram da execução rápida e capturaram os homens na torre da Ponte de Piłsudski. Ficaram lá duas semanas (a população de Saska Kępa trouxe-lhes comida e bebida). Entre 18 e 19 de agosto os priosioneiros foram transportados aos quarteis na rua 11 Listopada em Praga onde trabalharam por duas semanas, carregando os comboios. Depois foram exportados ao campo temporal em Pruszków e dopois a KL Stutthof.
Durante a tentativa de desbloquear da rua Aleje Jerozolimskie os alemães destruíram muitas coisas físicas. No dia 3 de agosto, usando gasolina e tanques, queimaram as casas na rua Aleje Jerozolimskie 18, 20, 22, 32, 34 e 36 e os andares superiores da rua Bracka 17. O incendio tocou também o lado impar da rua Aleje Jerozolimskie. No dia seguinte foram queimados todos os edifícios do lado par de Aleje Jerozolimskie – entre a rua Bracka e Nowy Świat. Queimaram-se todas as casas a rua Smolna e Al. 3 Maja e alguns edifícios em Nowy Świat dos quais a população civil não podia evacuar-se por causa das ordens alemãs.
Todos os crimes foram cometidos conscientemente e foram aprovados pelo oficial alemão. Um soldado do 4.o regimento dos Granadores da Prússia Oriental, prisioneiro dos rebeldes e clérigo protestante disse que a sua unidade tinha recebido uma ordem de matar todos os homens, expulsar de casas mulheres crianças e queimar edifícios. Os prisioneiros do Meseu Nacional foram tratados como reféns. Num dos relatórios sobre a situação do 9.o exército do dia 4 de agosto de 1944 podemos ler que de 4000 pessoas: “vamos livrar hoje as mulheres e crianças, dizendo-lhes que se a luta não terminar até às 8h00, todos os homens, os seus maridos e pais, vão ser fuzilados por causa dos criminosos-rebeldes porque não se pode identificar os inimigos e amigos”. A ameaça não foi realizada. Uma parte dos homens (classificada como “enfermos”) foi liberada junto com as mulheres e crianças. O resto foi transportado fora de Varsóvia.

## Comentários
1. ↑  A equipa de ataque foi comandada por tenente Zbigniew Brym “Zdunin”.
2. ↑  A coluna consistiu em 12 tanques pertenciam provavelmente à Primeira Divisão Paraquedista-Panzer Hermann Göring.
3. ↑  As mulheres e outros habitantes foram exportados a Saska Kępa. Depois de algum tempo puderam voltar para casa.